# Anastrepha distincta
Anastrepha distincta är en tvåvingeart som beskrevs av Greene 1934. Anastrepha distincta ingår i släktet Anastrepha och familjen borrflugor. Inga underarter finns listade i Catalogue of Life.